# RSK電台
RSK電台（日语：RSKラジオ、アールエスケーラジオ）是RSK山陽放送的AM廣播部門。RSK山陽放送的電視部門以岡山縣、香川縣兩縣為播出地區，但廣播部門僅以岡山縣為播出地區。RSK電台是同時加盟JRN和NRN的跨網台。

## 外部連結
- RSK山陽放送 電台TOP （页面存档备份，存于）
- RSKラジオ的X（前Twitter）